# Liceo Giovanni Pico
Il liceo Giovanni Pico è un liceo classico e linguistico statale situato a Mirandola, in provincia di Modena.
Intitolato alla memoria del celebre umanista Giovanni Pico della Mirandola, l'istituto venne rifondato nel 1923, raccogliendo la tradizione dell'antico Studium mirandolensis presente già nel 1463.

## Storia

### Origini

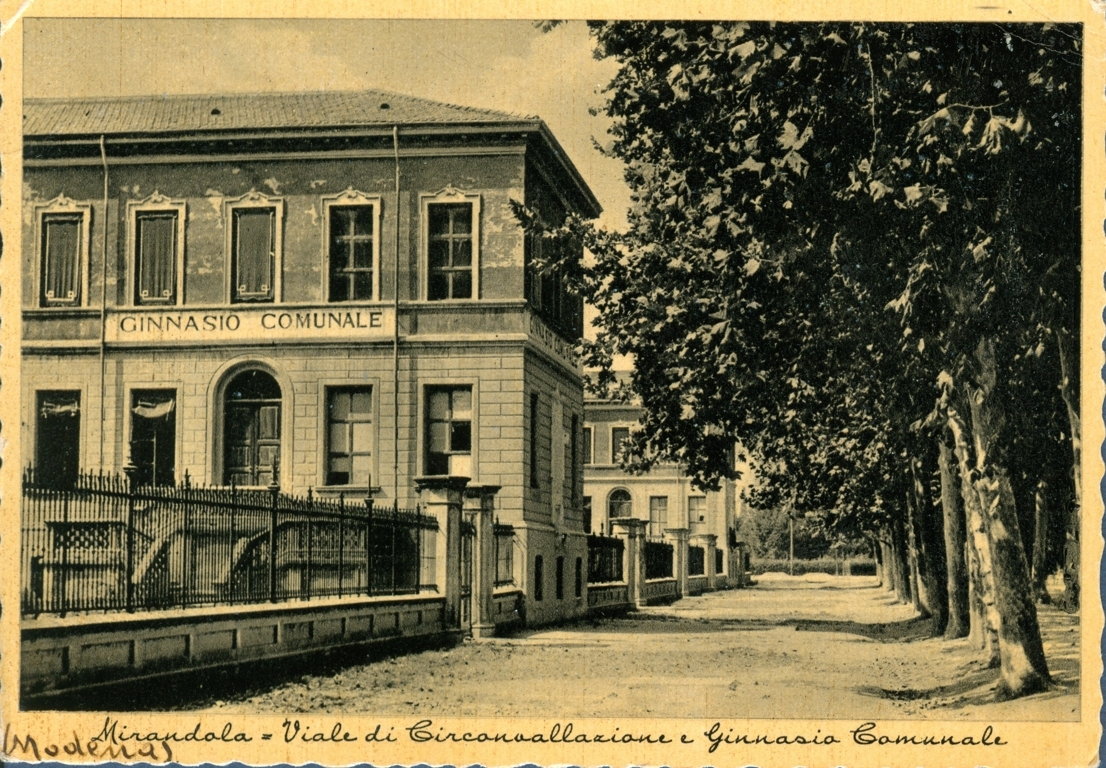
Il ginnasio comunale nella vecchia sede del palazzo delle scuole elementari di Mirandola

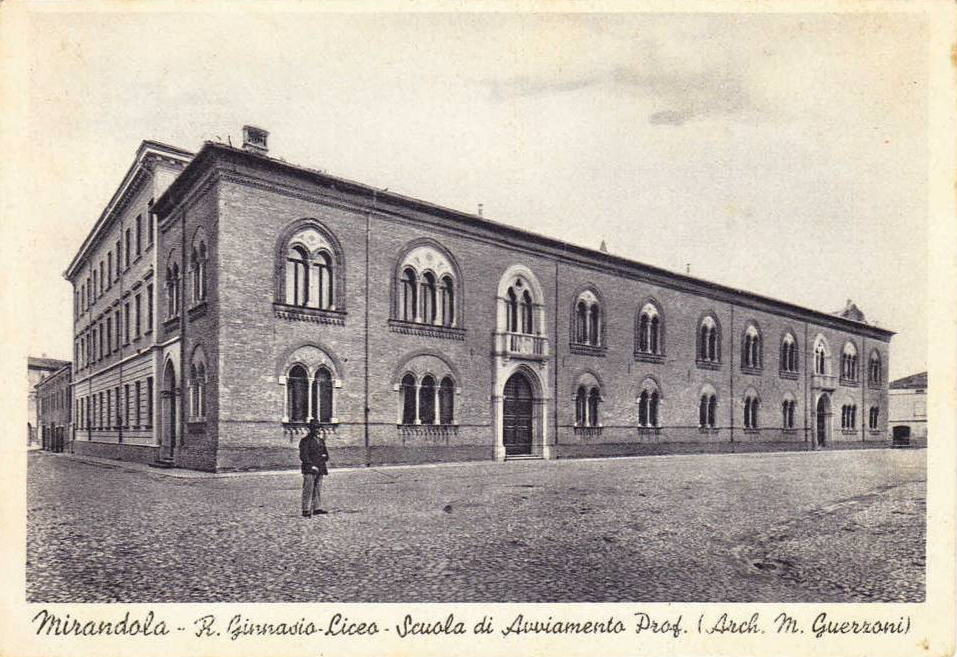
Il Regio Ginnasio-Liceo e scuola di avviamento professionale

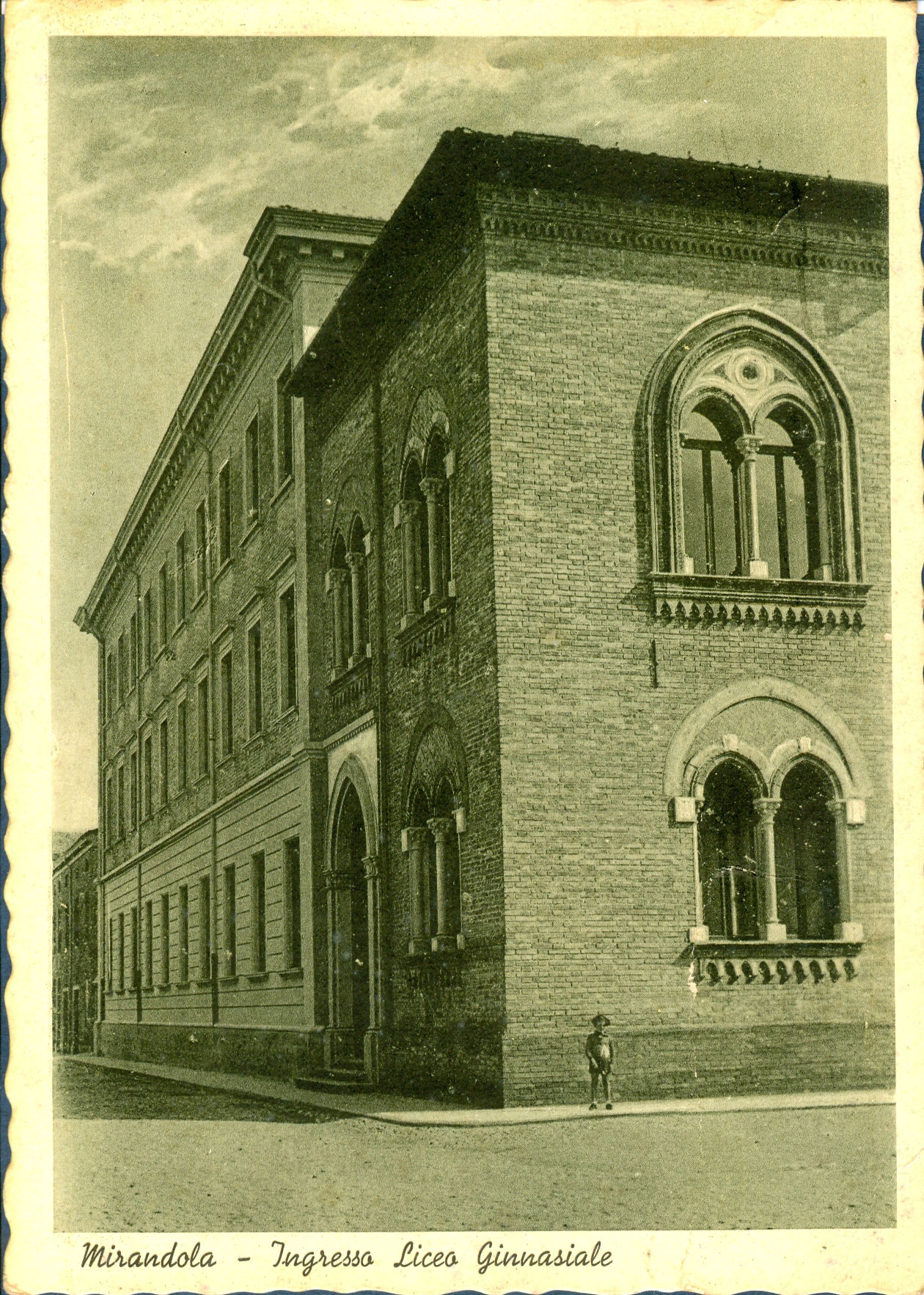
Ingresso laterale su via Giuseppe Verdi

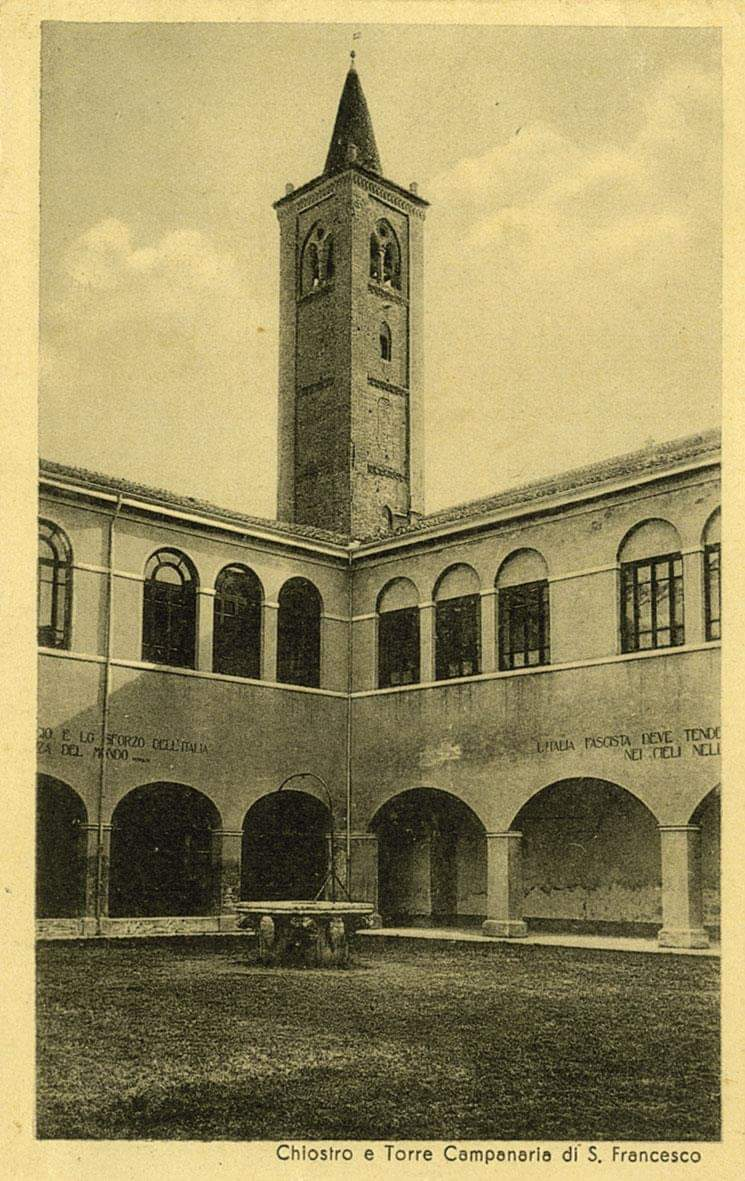
Il chiostro di San Francesco in epoca fascista, con il campanile crollato durante il terremoto del 2012

La scuola classica di Mirandola ha origini antiche, tanto che già nel 1463 è registrato uno Studium theologicum nel monastero di San Francesco, in cui studiarono ecclesiastici e laici. Molto frequentato a cavallo tra i secoli XV e XVI (già nel 1503 esisteva una ricchissima biblioteca), cadde in decadenza a metà nel XVII secolo. Parallelamente, nel 1574 la contessa Fulvia da Correggio finanziò la fondazione del seminario, come da disposizione del Concilio di Trento; dal XVI secolo fu presente anche un'Accademia degli Incolti , in cui vennero trattati temi politici, poetico-letterali e di attualità. All'inizio del XVII secolo Alessandro I Pico chiamò a Mirandola 600 gesuiti, a cui offrì 1500 scudi d'oro per istituire un collegio in cui insegnare grammatica, umanità, retorica e filosofia, oltre a costruire la chiesa del Gesù. Nel 1680 il duca Alessandro II Pico della Mirandola, grazie all'intervento del cardinale Alderano Cybo-Malaspina, elevò lo Studio Mirandolese a "Studio generale di II° grado", assumendo professori di grande prestigio ed inviandovi a studiare anche i propri figli. Nel 1689 venne completato il collegio dei gesuiti, frequentato da oltre 120 seminaristi. In seguito all'assedio della Mirandola del 1705 e alla conseguente cacciata dell'ultimo duca Francesco Maria II Pico, nel 1729 lo Studium mirandolensis fu costretto alla chiusura per assenza di finanziamenti e protezione da parte dello Stato Estense. Durante i numerosi assedi del XVIII secolo, il collegio venne più volte danneggiato e divenne anche sede dell'Ospedale Santa Maria Bianca (che rimase fino alla Prima guerra mondiale). Nel 1748 i frati gesuiti riaprirono la scuola classica di Mirandola, poi affidata dopo il 1774 ai Chierici regolari poveri della Madre di Dio delle scuole pie ed infine all'Ordine dei frati minori. Durante l'epoca napoleonica, fu abolito l'Ordine degli Osservanti, cosicché la Scuola teologica di Mirandola venne soppressa nel 1798 e i frati decisero così di trasferirsi a Correggio, nonostante l'intervento del mirandolese Giuseppe Luosi, ministro della giustizia della Repubblica Cisalpina.

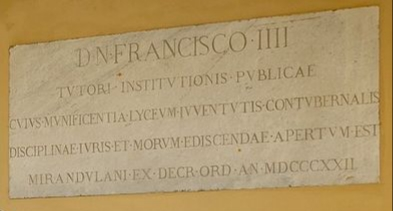
Lapide che ricorda l'istituzione del Liceo della Mirandola da parte del duca Francesco IV d'Este nel 1822

Durante il Regno italico, nel 1812 fu istituito un ginnasio di sei classi. Nel 1822 il duca Francesco IV d'Este, su concessione di papa Pio VII, aprì il liceo accanto al ginnasio, tuttavia si registrarono anche una scarsa organizzazione e una mancanza d'interesse delle autorità, fino all'arrivo nel 1836 del nuovo podestà, conte Felice Ceccopieri di Carrara, che riprese saldamente anche la direzione della scuola, incoraggiando la ripresa della cultura mirandolese e l'apertura di una scuola femminile. Purtroppo il conte Ceccopieri morì improvvisamente dopo un paio d'anni, facendo ripiombare l'istituzione scolastica nel declino. Nel 1839 si aggiunse un corso di filosofia, soppresso dopo dieci anni. Nel 1842 le scuole furono spostate nell'ex convitto in via Fenice e nel 1849 vi fu la riforma scolastica del Ducato estense, che comportò l'abolizione del corso di filosofia e il mantenimento del ginnasio. Dopo l'unificazione delle province emiliane al Regno di Sardegna, nel 1859-1860 il ginnasio fu riformato secondo la legge Casati ed istituito un completo corso elementare, e venne affidato alla direzione del letterato risorgimentale Flaminio Lolli. Nel 1860 il ginnasio contava 25 alunni. Soppresse le ultime tre classi del ginnasio, nel 1870-1871 venne riaperto il ginnasio. Nell'anno scolastico 1884-1885 risultavano iscritti al ginnasio 22 studenti, di cui 17 frequentanti e promossi. La scuola venne nuovamente chiusa nel 1903, a seguito di intrighi di alcuni mirandolesi.

### La scuola moderna

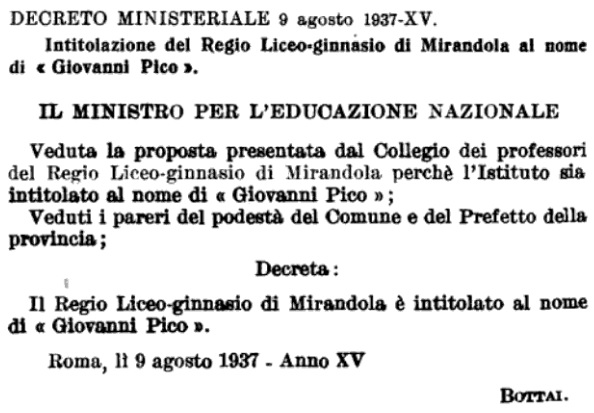
Intitolazione del Regio Liceo-ginnasio di Mirandola al nome di Giovanni Pico (1937)

Nel 1923, su iniziativa di Angelo Campanelli, venne istituito definitivamente il liceo-ginnasio comunale, che tornò a pieno regime nel 1930 con l'istituzione della terza classe liceale. Ospitato in più sedi (fra cui il palazzo delle scuole elementari e il collegio dei gesuiti), nel 1930 il ginnasio trovò collocazione nel chiostro di San Francesco, restaurato dall'architetto mirandolese Mario Guerzoni  (1884-1956): il palazzo venne progettato con una facciata con elementi neogotici, quali bifore e trifore di ispirazione quattrocentesca,, oltre ad aule grandi e luminose per incentivare gli studenti a frequentare la scuola volentieri e a studiare con buona voglia. Nel 1926 il ginnasio comunale ottenne il pareggiamento, così come il liceo comunale nel 1932, dopo il superamento di notevoli ostacoli burocratici. Alla fine dell'ottobre 1934 il palazzo del liceo venne ufficialmente inaugurato dal principe ereditario Umberto II di Savoia e dal sottosegretario di Stato del Ministero per l'educazione nazionale Arrigo Solmi, mentre il 12 settembre 1935 la scuola venne statalizzata, ottenendo il titolo di "Regio Liceo-ginnasio". Il 9 agosto 1937 il ministro per l'educazione nazionale Giuseppe Bottai decretò l'intitolazione della scuola alla memoria di Giovanni Pico della Mirandola.

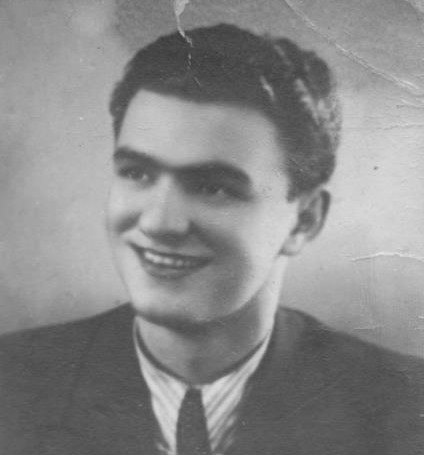
Lo studente partigiano Silvano Marelli, medaglia di bronzo al valor militare, a cui è intitolata la biblioteca scolastica del Liceo Pico

Durante la seconda guerra mondiale, il liceo Pico ebbe un ruolo importante nell'ambito della Resistenza italiana. Diversi professori bolognesi, tra cui Roberto Serracchioli (fucilato dai fascisti a Rovereto sulla Secchia il 7 agosto 1944), Sergio Telmon e Amilcare Mattioli incitarono la ribellione di molti intellettuali e studenti liceali della bassa modenese, che aderirono agli ideali liberalsocialisti del movimento partigiano "Giustizia e Libertà" e comunisti delle brigate garibaldine; tra questi, si ricorda lo studente medaglia di bronzo al valor militare Silvano Marelli fucilato dai fascisti il 15 marzo 1945, all'età di soli 16 anni. Dal 25 maggio al 2 giugno 1944 il Liceo fu invaso dal battaglione fascista "Impeto" della Scuola Allievi Ufficiali della Guardia Nazionale Repubblicana proveniente da Modena e diretto in Veneto. Nel 1965 l'amministrazione comunale di Mirandola pose una lapide in memoria del professore Serracchioli e dello studente Marelli all'ingresso della scuola. La biblioteca scolastica è altresì intitolata alla memoria di Silvano Marelli.
Alla fine degli anni 1980 la scuola venne ristrutturata da parte delle amministrazioni comunale e provinciale di Modena, che realizzò anche un innovativo laboratorio linguistico all'avanguardia per l'epoca: l'inaugurazione del nuovo liceo avvenne nel 1988.
Nel 1995, causa la carenza di iscrizioni, il liceo mirandolese venne accorpato al Liceo San Carlo di Modena, per poi essere aggregato nel settembre 2000 (insieme all'Istituto professionale Carlo Cattaneo di Mirandola) all'Istituto di Istruzione Superiore Galileo Galilei di Mirandola, il quale attiva anche il percorso di liceo linguistico e liceo scientifico. 
Grande commozione suscitò la morte di Andrea Sancini, professore di italiano che stava rientrando a Bologna dopo le lezioni, rimasto vittima dell'incidente ferroviario di Crevalcore del 7 gennaio 2005.
Nel maggio 2012 il devastante terremoto dell'Emilia ha gravemente danneggiato la sede scolastica e lo storico chiostro di San Francesco, anche a seguito del crollo del campanile. Il liceo è stato perciò trasferito, subito dopo il sisma, presso il nuovo polo scolastico nella periferia sud-est di Mirandola, all'interno di una sede temporanea con prefabbricati modulari. Nell'anno scolastico 2014-2015 il liceo classico e linguistico venne scorporato e fuso con l'Istituto tecnico-economico Giuseppe Luosi e l'istituto professionale Carlo Cattaneo, dando vita all'Istituto statale di istruzione superiore "Luosi Pico"; nel gennaio 2020 il liceo ha occupato l'ex sede post-sisma dell'istituto Galilei, rientrato nella sede originaria ricostruita ex novo dalla Provincia di Modena.

## Offerta formativa
Il liceo Giovanni Pico attualmente offre due indirizzi:
- liceo classico;
- liceo linguistico.